# Vučitrn
Vučitrn (v srbské cyrilici Вучитрн, albánsky Vushtrri) je město na severovýchodě Kosova, na spojnici mezi Prištinou a Kosovskou Mitrovicí. Asi třicetitisícové sídlo má převážně albánské obyvatelstvo (95 %), zbytek tvoří Srbové, Turci, Romové a další.

## Dějiny

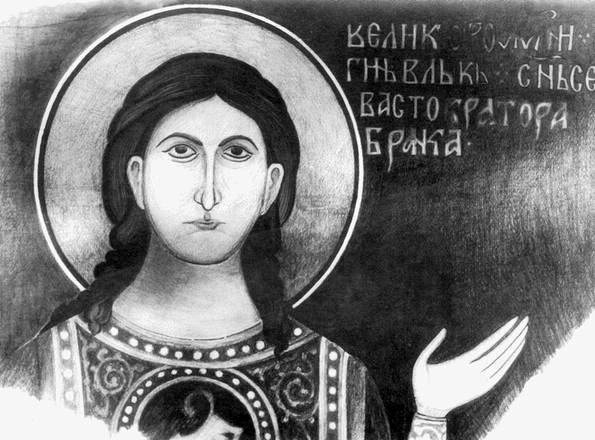
Vuk Branković měl Vučitrn jako hlavní město Brankovićovského Srbska.

Na území dnešního města se nacházelo významné osídlení již v časech Římské říše (Vicianum), které existovalo i později za říše byzantské. Vučitrn patří k nejstarším městům na území Kosova.
Během existence srbského středověkého státu bylo opevněno. Žila zde vlivná rodina Vojnovićů, po níž se zde dochovaly mnohé památky. Ve 14. století jej spravoval Vuk Branković, který zde i žil. Pozůstatkem po přítomnosti Brankovićů je dnes Vojinovićova věž, která se nachází v centru města. V této době se zde dařilo řemeslníkům, obchodu pomáhaly i doly, které vznikly v Janjevu a Novém Brdu. Byla zde kolonie obchodníků z Dubrovníka i ze Splitu. Za Osmanské říše bylo správním centrem oblasti. S příchodem Turků sem přišli u úředníci a vojáci, kteří mluvili tureckým jazykem a byli muslimského vyznání. Zřízen zde byl Vučitrnský sandžak, jehož součástí byla i dnešní metropole Kosova, Priština. 
Turecký cestovatel Evlija Čelebi popsal ve svém cestopisu Seyahatname Vučitrn včetně památného roku 1389 (tj. Bitvy na Kosově poli, kdy se ho zmocnili Turci od srbských panovníků. Popisoval přítomnost čtyř tisíc tureckých vojáků, jakož i podrobnější strukturu turecké státní správy, která zde působila. Poznamenal si, že se zde nacházela Stará mešita (turecky Eski camii) a místní tržiště je velmi malé, bez krytého trhu (bezistanu). Obyvatelstvo zdokumentoval jako rumelijský národ, který hovoří buď albánským nebo tureckým jazykem.
K významným demografickým změnám však začalo docházet až po vystěhování Srbů z oblasti Kosova v závěru 18. století a poté ještě po rusko-tureckých válkách ve století devatenáctém. K dalším změnám na místním obyvatelstvu došlo nejspíše okolo roku 1878, kdy po Berlínském kongresu se změnily hranice Srbska a Osmanské říše a Albánci, kteří zůstali na území Srbska se stáhli na jih. Obsadili prázdné domy ve Vučitrnu, odkud odešli Srbové, kteří migrovali do nově zvětšeného Srbska.
V období existence Osmanské říše zde byly kromě některých mešit vybudovány i turecké lázně (hamam).

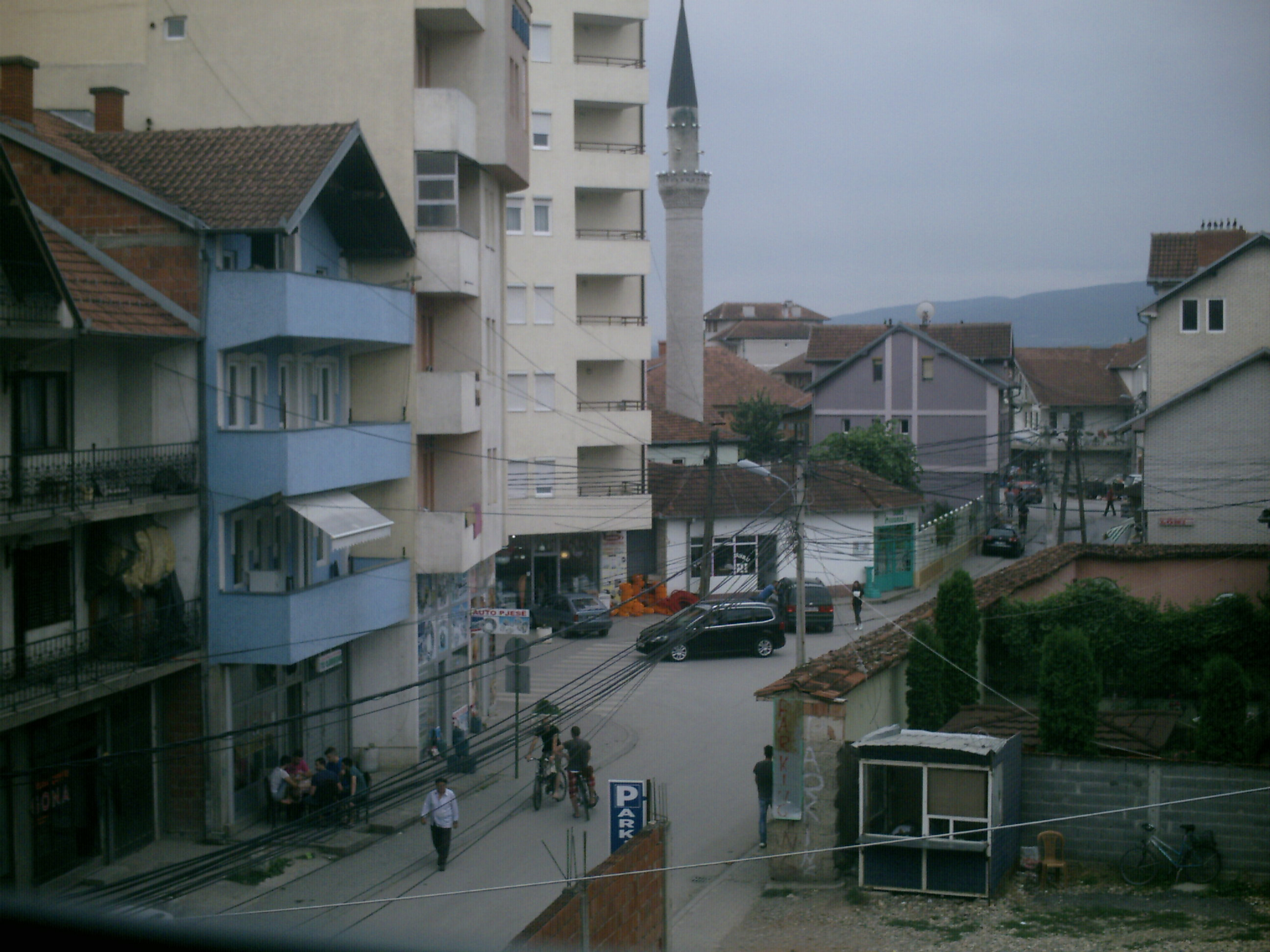
Mešita Karamanli a domy ve Vučitrnu.

V roce 1903 došlo k Vučitrnu k nepokojím poté, co Turci v rámci reforem bezpečnostních složek svolili, aby místní pravoslavné obyvatelstvo (Srbové) mohli vykonávat i práci policistů.
Po Balkánských válkách se stalo součástí Srbska. Z Vučitrna pocházel také albánský revolucionář Hasan Prishtina. Město je známé díky historickému kamennému mostu.
V roce 1834 zde byl vybudován kostel, zasvěcený sv. Elijášovi. Během druhé světové války bylo město součástí Srbska pod vedením Milana Nediće a bylo okupováno vojsky nacistického Německa. Mnozí místní obyvatelé byli z donucení zaměstnáni v nedalekých dolech v Trepči.
V roce 1999 po válce v Kosovu opustilo Vučitrn cca 1300 Srbů. Jednotky NATO vstoupily do města dne 16. června 1999. Obnova po válečném konfliktu probíhala pomalu a i 20 let po skončení války patří oblast stále k méně rozvinutým. V roce 2003 bylo pro rozvoj Vučitrnu a okolí schváleno 4,8 milionu EUR, které měly být alokovány v míře 40 % pro ekonomickou oblast, 25 % pro sociální záležitosti a 35 % na ochranu životního prostředí.

## Hospodářství
Ekonomicky je Vučitrn centrem oblasti, která je aktivní spíše v zemědělství. Království Jugoslávie se ve velmi omezené míře pokoušelo zaostalé Kosovo rozvíjet; roku 1929 bylo ve městě a v okolí v provozu pět malých elektráren a pila na zpracování dřeva.
V dobách existence socialistické Jugoslávie se rozvíjel nepatrně i zpracovatelský průmysl. Po válce v Kosovu klesla průmyslová výroba o 20 %.